# 江洛河
江洛河（又名洛河），是中国长江流域的一条河流，汇入嘉陵江上游，属于嘉陵江水系。河长76千米，流域面积1028平方千米，多年平均流量8立方米每秒。自然落差412米。水能理论蕴藏量2万千瓦。